# 達摩祖師傳
《達摩祖師傳》（Master Of Zen），又名《達摩祖師》（Bodhidharma）由釋傳般和尚執導，同時擔任編劇、監製、出品人、動作設計、武術指導。
此是一部敘述菩提達摩祖師悟道經過，及其遠赴中國傳教，宣揚二入四行禪法，成為中國禪宗初祖的香港電影。由爾冬陞、樊少皇、陳松勇、午馬等主演，在1994年上映。本劇參考了《達摩傳燈傳》、《達摩四論》、《密勒日巴傳》與許多禪宗公案故事。

## 劇情
天竺南方的香至國三王子菩提多羅（爾冬陞飾），一天遇到一個盤坐的老者，預言他當日必遇凶險，脫險後會閉關打坐九年，菩提多羅大驚，老者才說自己就是三王子本身，三王子更是徬徨不解。此時侍從來報國王命危，三王子立刻快馬加鞭回宮探望。沿途遇到一群刺客，三王子憑藉著高超武藝脫身回到宮殿，得悉父王生了怪病性命垂危，並有意傳位給他，因而招來大王子的忌恨，並派遣殺手謀刺三弟。
三王子在宮中看到父王遭冤親債主附身，原來那些冤魂就是國王以前殘害過的人，國土被國王所奪而且全家被殺，於是前來向國王討債。摩訶迦葉的嫡傳門下般若多羅大師（陳松勇飾）此時現身超渡了冤魂，國王於是恢復神志。
三王子經歷此事後決定放棄王位與富貴，跟隨般若多羅出家。般若多羅考驗三王子，叫他建造一間草庵來自修，才為三王子剃度。三王子努力工作，但每次即將建成時草庵都會被毀：第一次被兩個打架的人撞毀，第二次又被暴風雨毀掉。到了第三次終於建成，三王子此時突然感悟，親手毀掉草庵，以便破除執著。般若多羅知道三王子已經開悟，於是為他剃度，並賜名為「菩提達摩」（梵文，意為覺悟佛法，簡稱達摩），般若多羅叮嚀達摩，必須在六十七年之後才能到震旦（即中國）弘法。
六十七年後，達摩依約來到震旦，他首先到江南，打算度化篤信佛法的梁武帝。梁武帝自認建造佛寺、抄寫佛經、剃度僧侶、鑄造聖像甚多，詢問達摩：「我做了這麼多佛事，有多少功德？」達摩卻說：「無功德」。梁武帝又問：「世上有沒有佛？你知不知道自己是誰？」達摩卻說：「無佛；不知道。」梁武帝聞言不悅，達摩也因此離開了江南。
達摩往華北走，在長江渡口遇到船家刁難，達摩也不惱，就在港邊打坐。突然一個小女孩失足落水，達摩展現了高超的輕功，站在一根蘆葦上，飛渡了江水，救回女孩。達摩抵達少林寺後，在寺旁少室山山洞打坐，少林僧人每天拿飯去給達摩，孰料達摩根本沒喫。達摩的事蹟傳開後，一個小和尚試驗達摩是否作假，一針刺入他的手臂，達摩居然一動也不動，從此少林僧稱達摩為「不倒翁」。梁武帝與誌公禪師聊天後，才知道達摩祖師是個奇人，於是派人前往少林寺迎請達摩，但達摩仍紋風不動。
在達摩打坐期間，一位名為神光（樊少皇飾）的和尚前來向達摩拜師。神光原為一員猛將，殺敵無數，建功立業後，卻好像患上創傷後遺症，常常夢見自己殺死仇家後，被對方鮮血濺到左手上，於是到龍山寺剃髮出家，皈依空門，但仍被同一怪夢所擾，而後又夢見一隻兔子要帶領他前行，龍山寺方丈（午馬飾）認為這是預言，於是要求他出門追尋大成就明師。
神光路上救出了一個被軍人擄走的美女，美女稱要去少林寺禮佛，於是跟她同行。沿路美女姿態萬千，神光頗遭誘惑，但最終還是謹守清規（電影中暗示此為達摩的考驗）。到了少林寺，神光決定向達摩拜師，達摩此時入定三昧之中而毫無反應，神光在大雪中跪了三天三夜，苦等達摩清醒，被冰霜凍成了個雪人，這感動了達摩，九年不動的他醒了過來。神光請求達摩祖師為自己「安心」，達摩卻說：「你心有不安，為何不先省悟自己？」神光想到每次都夢到血濺左臂，隨即斷臂明志。達摩祖師於是賜他法名慧可，收入門下。
達摩祖師在少林寺駐錫，使少林寺香火鼎盛，卻也引起歹人邪念。某夜，一群盜匪強攻少林寺搶香油錢，達摩祖師以武藝阻擋，匪徒無法近身。達摩祖師又打坐擋著盜匪，盜匪首領以點火的箭射向達摩祖師，達摩祖師不躲不閃，身中數箭後被燒得只剩下灰燼，眾僧在旁誦經，迴向給為了大家犧牲的達摩祖師。盜匪受到感動，不傷其他人，也未取走香油錢，就慚愧地欲離開寺廟。這時，殿內居然有念佛聲音，眾人開門，卻見達摩祖師安然無恙，眾人跪拜於地，盜匪亦雙手合十。於是達摩祖師向少林寺弟子傳授武藝，一可以強身健體，二可以抵禦歹徒，這就是著名的少林拳。
達摩祖師離開中原返回天竺之前，在千聖寺召集門徒考校佛法，弟子們紛紛開始發表。第一位弟子道副說：「文字在闡明佛法真諦，不可執著文字，但也不可捨離文字。」達摩祖師回應道：「你只得到我的皮。」第二位弟子總持比丘尼說：「好像慶喜見了阿閦佛淨土，一見之後便了悟實相，豁然開朗，便不需再見。」祖師回道：「你得到我的肉。」第三位弟子道育說：「地、水、火、風皆是空，眼見、耳聞、鼻嗅、舌嘗、身受也非實有，而我所見，卻無一法存在！」祖師回道：「你得到我的骨。」問到慧可，慧可起身，在達摩祖師面前，三次叩拜，不發一語，正體現了「知者不言，言者不知」。祖師回道：「總算，你得到我的髓。」於是達摩把《楞伽經》與衣缽傳給慧可，立慧可為二祖，並預言禪宗嫡系將會在自己身後二百年傳至六祖，之後開枝散葉。
達摩祖師以一百五十幾歲的高齡圓寂，但在那之後仍有人看到達摩祖師拿著禪杖，挑著一隻鞋向西行去。消息傳到皇宮，皇帝為查驗真假，下令挖掘墳墓，開棺檢視，卻看到祖師的肉身已然不在，棺內只剩下一隻草鞋。

## 導演
釋傳般和尚為此電影之編劇、導演、監製、出品人、動作設計、武術指導。在此電影拍攝完成之後，於台灣妙通寺正式剃度，受三壇大戒，師承上廣下欽老和尚。
三年後，他受弟子邀請從台灣回港，弘揚佛法。其後法師先後於尖沙咀一地統籌建立佛教導航精舍，及於東涌建立般若禪寺，並作住持至今。